# Кустарницы
Кустарницы (лат. Garrulax) — род воробьиных птиц из семейства кустарницевых (Leiothrichidae). Этими певчими птицами активно торгуют.

## Описание
Представители рода имеют клюв, похожий на клюв дрозда. Крылья короткие и округлыми. Ноги толстые. Характеризуются сложной вокализацией и сложным социальным поведением.

## Распространение
Встречаются в Азии. Центром видового разнообразия являются Гималаи и юг Китая. Пять видов встречаются в Индонезии.

## Классификация
Международный союз орнитологов относит к роду 14 видов:
- Garrulax annamensis (Robinson & Kloss, 1919)
- Garrulax bicolor Hartlaub, 1844
- Garrulax canorus (Linnaeus, 1758) — Очковая кустарница
- Garrulax castanotis (Ogilvie-Grant, 1899)
- Garrulax ferrarius Riley, 1930
- Garrulax leucolophus (Hardwicke, 1816) — Белохохлая кустарница, или белохохлый хохотун
- Garrulax maesi (Oustalet, 1890) — Серая кустарница
- Garrulax merulinus Blyth, 1851 — Пятнистая кустарница
- Garrulax milleti Robinson & Kloss, 1919 — Капюшонная кустарница, или черношапочная тимелия
- Garrulax monileger (Hodgson, 1836) — Ожерелковая кустарница
- Garrulax palliatus (Bonaparte, 1850) — Шиферная кустарница
- Garrulax rufifrons R. Lesson, 1831 — Краснолобая кустарница
- Garrulax strepitans Blyth, 1855 — Белошейная кустарница
- Garrulax taewanus Swinhoe, 1859

Часть видов, ранее относимых к роду кустарниц, на основании филогенетических исследований выделены в другие роды: Grammatoptila, Ianthocincla, Pterorhinus и Trochalopteron.